# William L. Hadden
William L. Hadden, född 8 oktober 1896, död 11 juli 1983, var en amerikansk politiker och jurist som var viceguvernör i Connecticut från 1943 till 1945.

## Tidigt liv
William L. Hadden föddes i Elmira, Chemung County, New York, den 8 oktober 1896. Omkring ett år senare flyttade hans familj till New Haven, Connecticut, och 1909 fyttade de till West Haven. Han gick i offentliga skolor i New Haven, West Haven High School och Fordham University School of Law. Han antogs till advokatsamfundet 1917. Sedan han fullgjort militärtjänst 1918 arbetade han som advokat. Han var också assisterande administratör i West Havens domstol från 1919 till 1921, åklagare från 1923 till 1927 och domare från 1927 till 1937. Från 1939 till 1943 var han åklagare.

## Politisk karriär
William L. Hadden var medlem av Republikanerna. Han representerade sin hemstad i Connecticuts parlament i två mandatperioder från 1939 och från 1941.  Under den senare perioden var han ordförande för justitieutskottet och majoritetsledare.
Han valdes till viceguvernör i november 1942 tillsammans med den republikanska kandidaten till guvernör, Raymond E. Baldwin. Hadden tjänstgjorde i en tvåårig mandatperiod från den 6 januari 1943, men medan Baldwin blev återvald 1944 blev inte Hadden det och ersattes av demokraten Charles Wilbert Snow. Snow kom senare att efterträda Baldwin som guvernör sent under 1946, när Baldwin blev amerikansk senator.
Hadden utnämndes till justitieminister i Connecticut av Baldwin 1945, för att fylla den vakans som uppstod sedan Francis A. Pallotti avgick för att bli domare. Hadden valdes sedan till en full fyraårig mandatperiod och tjänstgjorde till 1951.
Han var delegat till Republikanernas nationella konvent 1948.